# Hoplitis malyshevi
Hoplitis malyshevi là một loài Hymenoptera trong họ Megachilidae. Loài này được Popov mô tả khoa học năm 1963.